# Regierungsbunker (Deutschland)

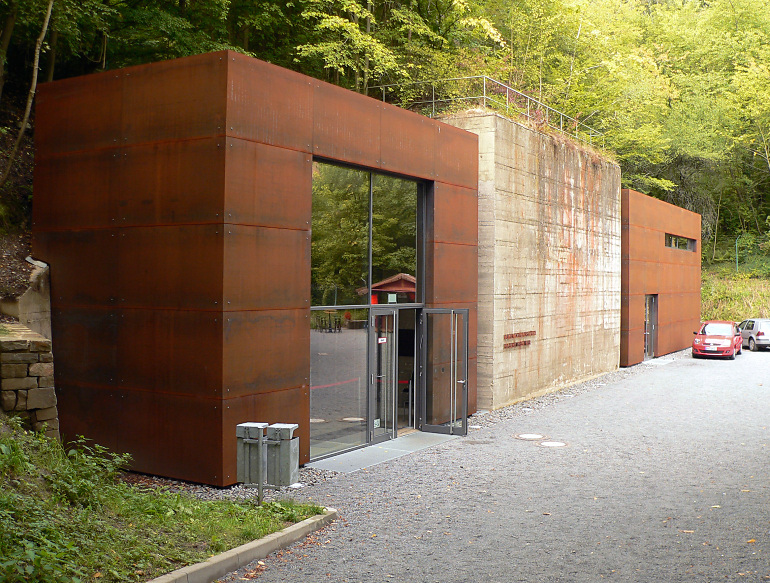
Museumseingang 2008, ehemaliges Eingangsbauwerk Ost/Ost des Bauteils 1 oberhalb von Ahrweiler

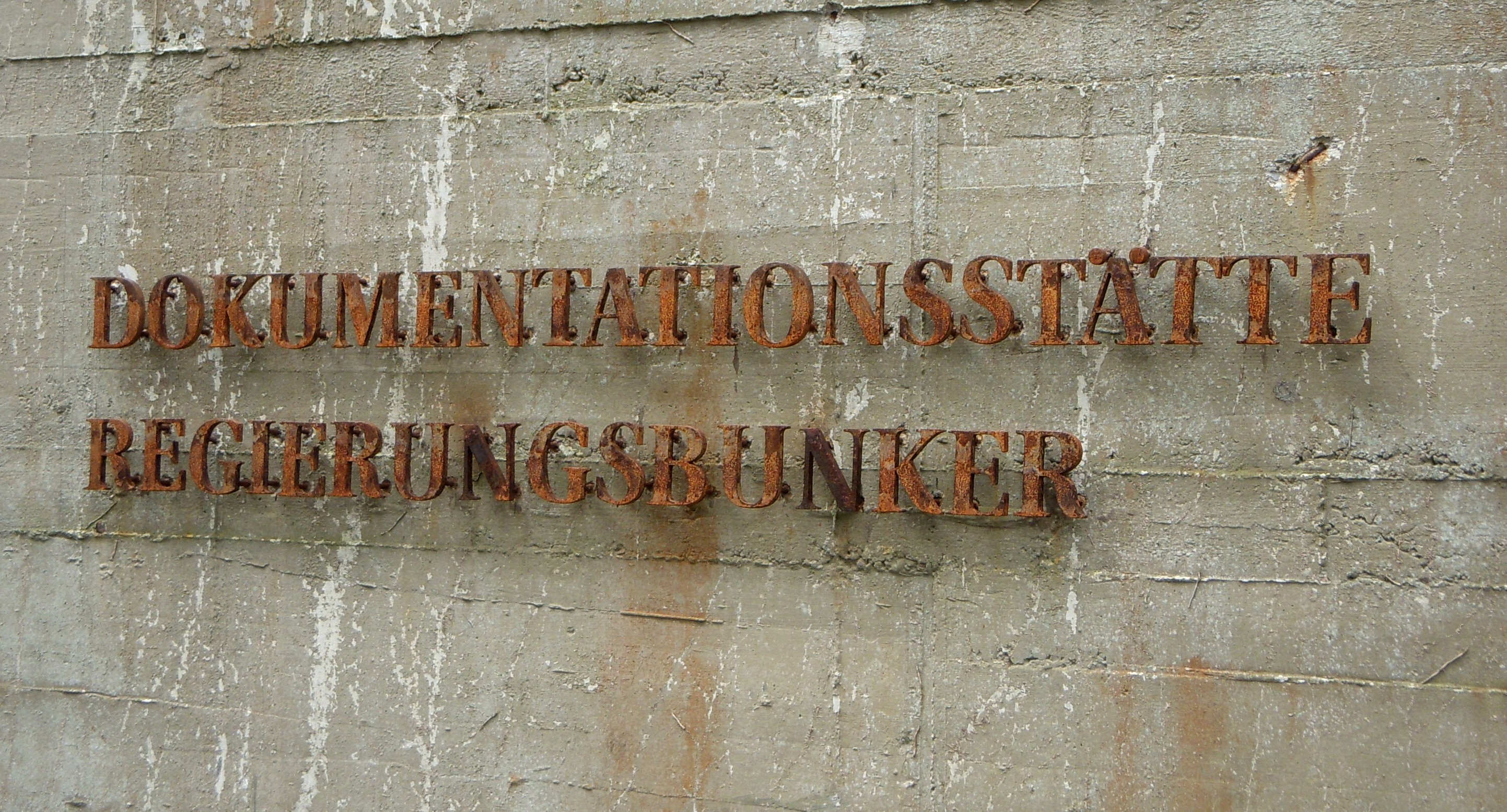
Beschriftung des Museumseingangs

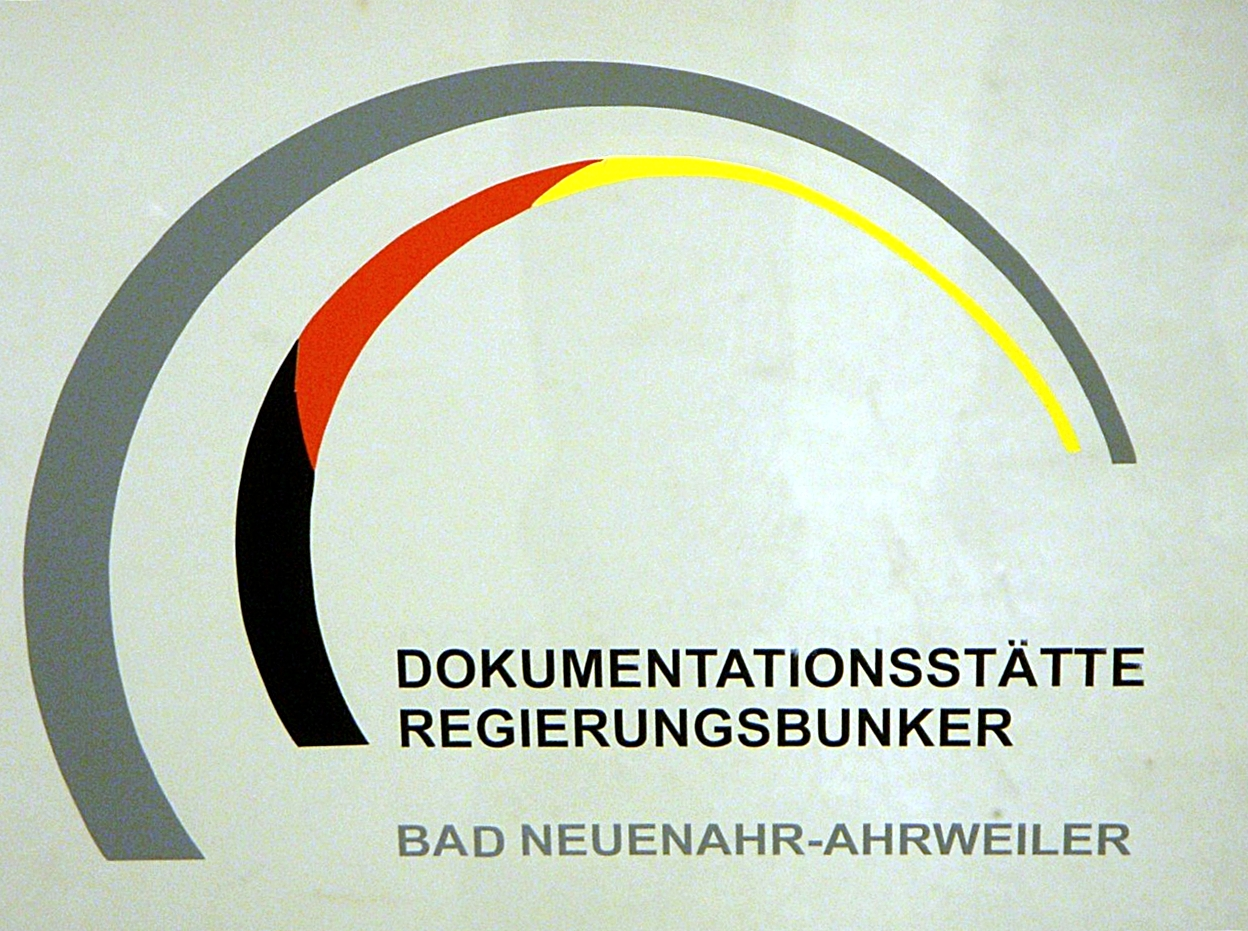
Logo des Museums

Der Ausweichsitz der Verfassungsorgane des Bundes (AdVB) im Krisen- und Verteidigungsfall zur Wahrung von deren Funktionstüchtigkeit, umgangssprachlich kurz als Regierungsbunker bezeichnet, war eine 17,3 Kilometer lange Bunkeranlage rund 25 Kilometer südlich von Bonn im Tal der Ahr zwischen Bad Neuenahr-Ahrweiler und Dernau in Rheinland-Pfalz, unweit des damaligen Staatsweinguts Marienthal. In den Jahren der Planung, des Baues und der Nutzung wurde der Regierungsbunker unter verschiedenen Deck- bzw. Tarnnamen wie Rosengarten, Dienststelle Marienthal und THW-Anlagen Marienthal geführt.
Der Bunker entstand federführend durch das Bundesinnenministerium unter großer Geheimhaltung in den Jahren 1960 bis 1972 in zwei von fünf Anfang des 20. Jahrhunderts gebauten Tunneln der nie fertiggestellten Eisenbahnstrecke Ruhr-Mosel-Entlastungslinie (Teilstrecke Liblar–Rech). Der Bunker war insbesondere für die zivilen Behörden aus der damaligen Bundeshauptstadt Bonn bestimmt und sollte der deutschen Bundesregierung als Ausweichsitz und unterirdische Führungsanlage im Verteidigungsfall (V-Fall) dienen.
Nach Ende des Kalten Krieges wurde die Anlage aus Kostengründen Ende der 1990er Jahre stillgelegt. Nur wenige Jahre später wurde mit der vollständigen Entkernung fast der gesamten Anlage begonnen. Einen Regierungsbunker gibt es seither nicht mehr – nicht zuletzt, weil er aufgrund neuer Waffentechnologien und Bedrohungsszenarien wohl auch weitestgehend nutzlos wäre.
Heute ist von dem teuersten Bauwerk der Bundesrepublik nur noch ein kleines Bunkerstück von 203 Meter Länge erhalten, das in das Museum Dokumentationsstätte Regierungsbunker umfunktioniert wurde. Das Museum liegt in einem bewaldeten Berghang oberhalb der Römervilla von Bad Neuenahr-Ahrweiler. 2009 wurde der Regierungsbunker von der Europäischen Kommission zum Europäischen Kulturerbe erklärt.

## Vorgeschichte

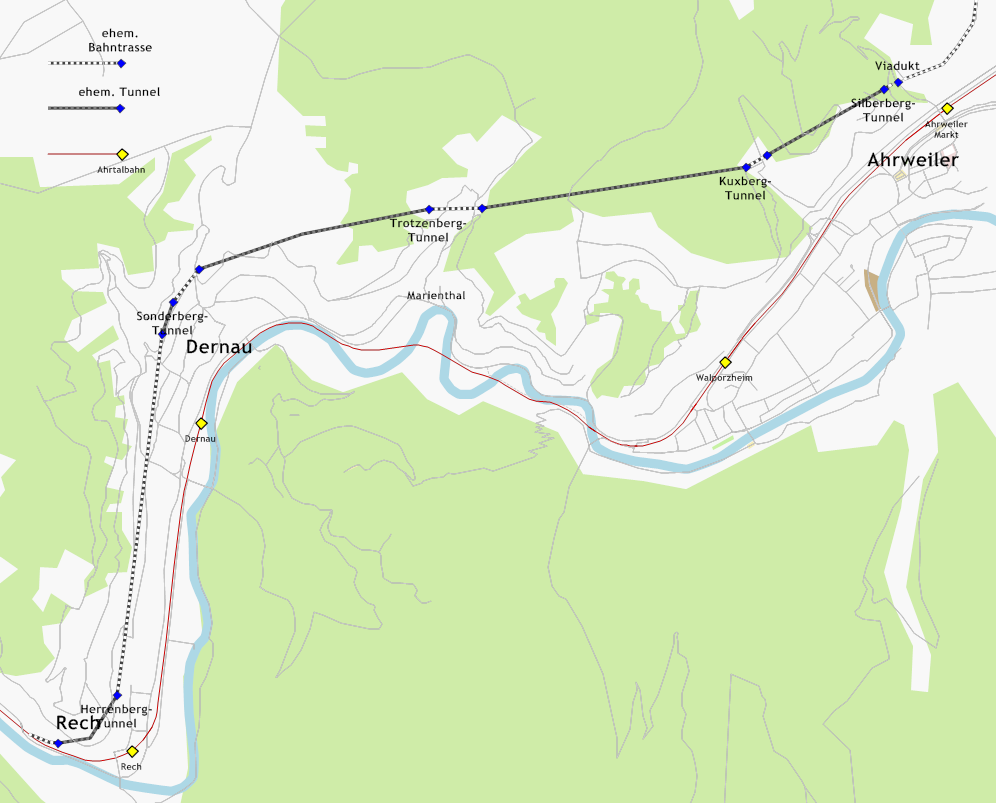
Lage der ehemaligen Eisenbahntunnel zwischen Neuenahr und Rech im Ahrtal

Die Bunkeranlage unter den Weinbergen und Wäldern an der Ahr basierte in ihrer Planung und Errichtung auf zwei alten Tunneln einer strategischen Bahnstrecke von der Ahrtalbahn zum strategischen Bahndamm nach Neuss. Sie wurde von den Preußischen Staatseisenbahnen vorbereitend zum Ersten Weltkrieg zwar gebaut, aber nicht mehr in Betrieb genommen. Nach Kriegsende folgte mit der Rheinlandbesetzung ein Baustopp. Nach dem Abzug der Besatzer im Juli 1929 wurde der Bau kurze Zeit wieder aufgenommen. Mit der Weltwirtschaftskrise erlahmte das Interesse der Reichsbahn an der unfertigen Strecke ohne wirtschaftliche Bedeutung und das Bauvorhaben wurde 1930 endgültig eingestellt.
Im Frühjahr 1935 wurde im ungenutzten Eisenbahntunnel eine Champignonzucht eingerichtet. Ziel war es, sich vom Import dieser französischen Edelpilze unabhängig zu machen. Die Ahr-Edelpilz-Zuchtgenossenschaft m.b.H. mit Sitz in Ahrweiler war 1939 mit 25.000 m² Anbaufläche der größte Champignon-Zuchtbetrieb im Deutschen Reich. Bei Ausbruch des Zweiten Weltkrieges wurde die Champignonzucht kontinuierlich reduziert und ab Herbst 1943 richteten sich in den Tunnelanlagen verschiedene Rüstungsfirmen ein, die außerhalb des Schutzes der Tunnel ein Außenlager des KZ Buchenwald, das Lager Rebstock für die Unterbringung von Zwangsarbeitern aufbauten. In den Eisenbahntunneln wurden unter anderem Transportanhänger (Meillerwagen) und Feuerleitfahrzeuge für die V-2-Raketen gebaut. In den letzten Tagen des Krieges suchte die Zivilbevölkerung in den Tunnelanlagen Schutz vor Bombenangriffen.

## Bau und Ausstattung des Regierungsbunkers

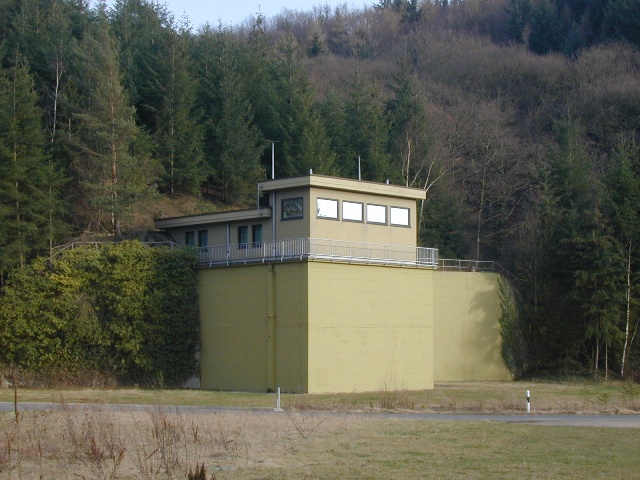
Ehemaliges Eingangsbauwerk Ost/West des Bauteils 1 oberhalb von Marienthal nach Abschluss des Rückbaus, März 2008

Wie anfangs erwähnt, waren zwei schon bestehende, aber damals nach wie vor nicht zum ursprünglichen Zweck genutzte Eisenbahntunnel die bauliche Grundlage für alle weiteren Ausbauarbeiten von 1960 bis 1972 am Regierungsbunker. Seine Planung reicht bis ins Jahr 1950 zurück, Bundeskanzler Konrad Adenauer war von Anfang an mit einbezogen.
Der unter dem Trotzenberg liegende Trotzenbergtunnel bildet dabei mit seinen 1340 m Länge die Basis für die 3 westlich gelegenen Bauteile BT3 (West-Ost), BT4 (West-Mitte) und BT5 (West-West). Während etwa zwei Drittel dieses Tunnels schnurgerade verlaufen, biegt das letzte Drittel in Form einer Halbkurve nach Süden ab, was für den Ausbau des Bunkers aber nur hinsichtlich der ausnutzbaren Überdeckung mit Schiefergestein von Bedeutung war. Der im Bereich dieser Halbkurve angeordnete Bauteil 5 ist deshalb auch nur in nördlicher Richtung vom Hauptstollen aus vorgetrieben worden. Die östlichen Bauteile BT1 (Ost-Ost) und BT2 (Ost-West) liegen im unter dem Kuxberg vorgetriebenen Kuxbergtunnel. Dieser hat auf seiner gesamten Länge von 1285 m einen durchgehend schnurgeraden Verlauf, sodass man damals von Tunnelmund zu Tunnelmund blicken konnte. Heute ist dies durch die massiven Eingangsbauwerke nicht mehr möglich. Zu den bereits bestehenden 2625 m langen Eisenbahntunneln wurden viele weitere Quer- und Längsstollen aufgefahren. Mittels Bohren und Sprengen arbeiteten sich die Bergleute auf klassische Art und Weise durch das weiche Schiefergestein des Ahrtales, sodass am Ende der Bauzeit die gesamte Anlage eine Stollenlänge von ca. 19 km aufwies. Abzüglich aller Vortriebsarbeiten, die nur dem eigentlichen Bauzweck selbst dienten und zum Ende der Bauphase auch teilweise wieder verschlossen wurden, blieb immerhin noch eine nutzbare Stollenlänge von ca. 17,3 km übrig, um einer sogenannten Notverwaltung des Bundes mit insgesamt 3.000 Mitarbeitern ein Ausharren von mindestens 30 Tagen zu ermöglichen.

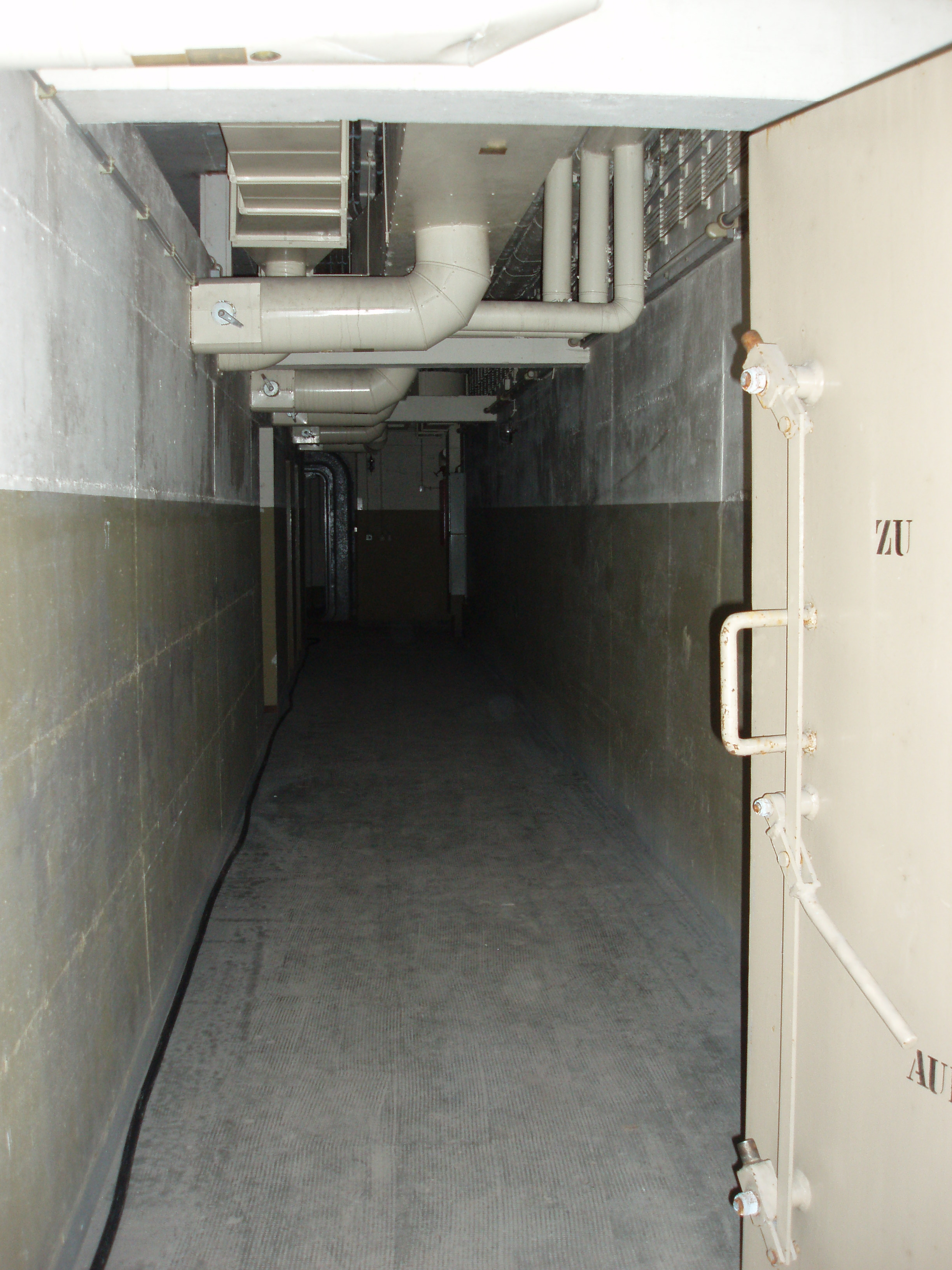
Gang im Bunker, oben ist die Belüftungsanlage sichtbar

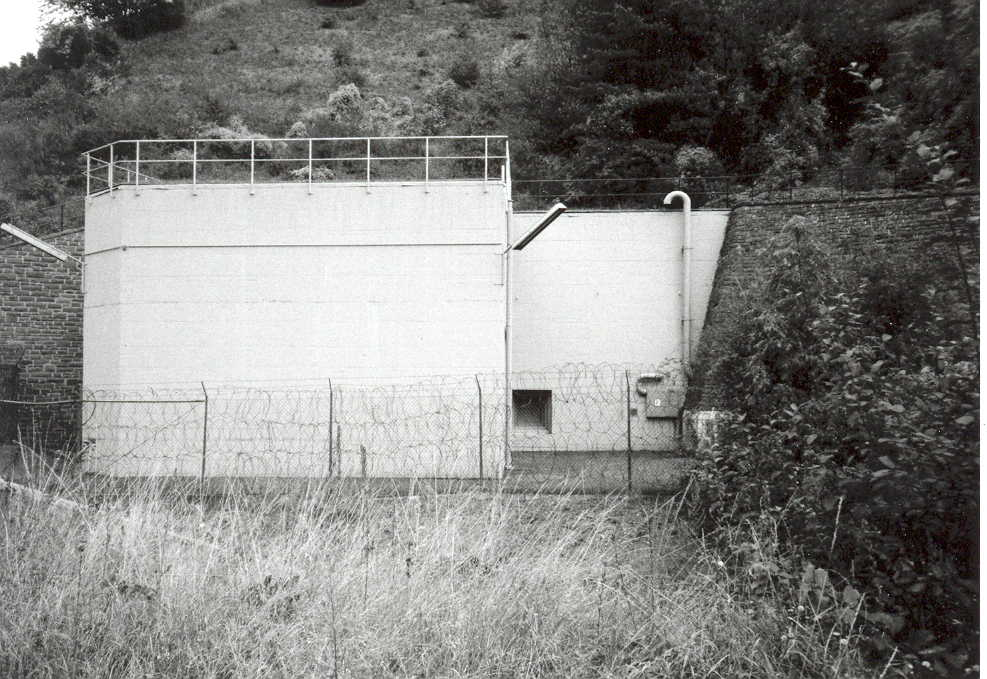
Ehemaliges Eingangsbauwerk West/Ost des Bauteils 2 des Regierungsbunkers oberhalb von Marienthal

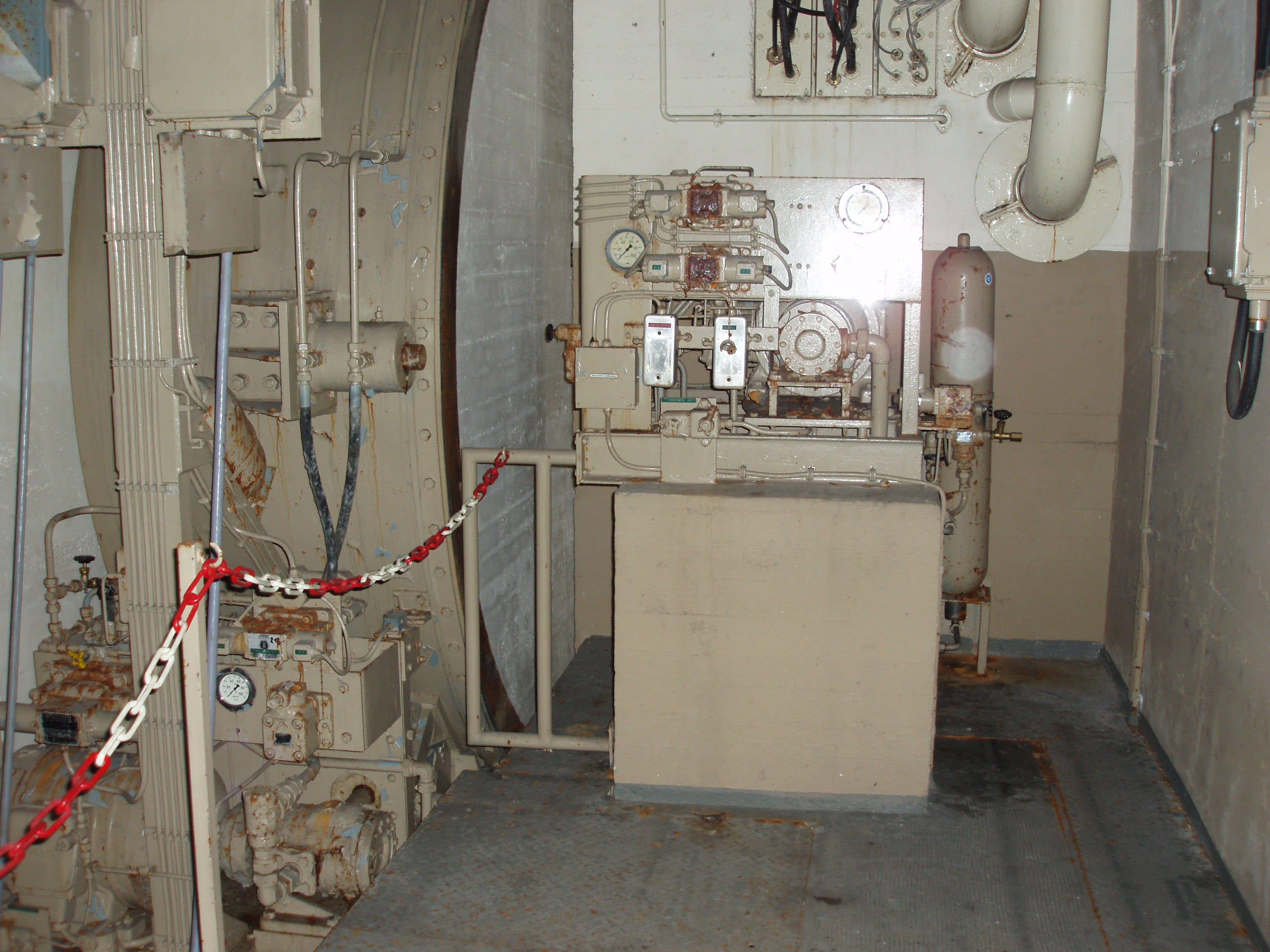
Das runde Tor (links) konnte mittels hydraulischen Antriebs in wenigen Sekunden den Eingang versiegeln

Die Anlage selbst sollte gegen den Angriff mit atomaren Waffen sicher sein und war weitgehend autark in der Versorgung mit elektrischer Energie, Frischluft und Trinkwasser. Im Gegensatz zu anderen Festungen oder militärischen Bunkern war sie allerdings nicht bewaffnet. Die Sicherung sollten Bundeswehreinheiten in feldmäßigen Stellungen übernehmen, darunter das Sicherungs- und Versorgungsregiment des BMVg. Die Kosten für das Bauwerk wurden auf rund drei Milliarden DM geschätzt, genaue Zahlen stehen wegen der Geheimhaltung nicht zur Verfügung.
Der mit bis zu 110 m Fels überdeckte Bunker bestand aus den durch einen Taleinschnitt getrennten Bauteilen Ost und West, die unterirdisch mit einem in 60 m Tiefe gelegenen Laufgang verbunden waren. Der Bauteil Ost bestand wiederum aus zwei autarken Bauteilen (Ost-West und Ost-Ost), Bauteil West aus drei (West-West, West-Mitte und West-Ost). Ausgehend von den Hauptstollen gab es Quer- und Parallelstollen. Sie waren alle mit Beton ausgekleidet und oft zweistöckig ausgebaut. Verschiedene Ausgänge und Notausstiege führten nach draußen.
Die Haupteingänge waren mit rollbaren MAN-Toren aus Stahl und Beton mit einem Gewicht von jeweils 25 Tonnen verschließbar. Tore und in Sekundenbruchteilen zu schließende Lüftungsdeckel an den Zuluftbauwerken konnten den Bunker hermetisch abschließen. Eine Trinkwasserversorgung aus zwei eigenen Tiefbrunnen, eigene Stromerzeuger, Luftfilter und Vorräte sowie eine Infrastruktur mit Küchen, Lazarett, Zahnarzt usw. ermöglichten einen 30 Tage langen Aufenthalt ohne Kontakt nach draußen. Damit sollte im Verteidigungsfall (V-Fall) sichergestellt werden, dass die Bundesrepublik Deutschland auch in einem nuklear eskalierenden Krieg weiterhin regiert und die Bundeswehr geführt werden konnte.
Im letzten Bauzustand, der wegen gestiegenen Platzbedarfs noch hätte erweitert werden sollen, konnte der Bunker etwa 3.000 Personen aufnehmen, die mit Ausnahme von Bundeskanzler und Bundespräsident in Mehrbettzimmern untergebracht wurden, wobei die Schlafräume durchgehend spartanisch ausgestattet waren. Mit der Fertigstellung 1971 war die Bunkeranlage auf 17,3 km gewachsen und umfasste 936 Schlaf- sowie 897 Büroräume. Zur Abtrennung dieser Räume gab es in diesem Komplex rund 3300 Stahltüren und selbst an einen unterirdischen Friseursalon war gedacht worden.

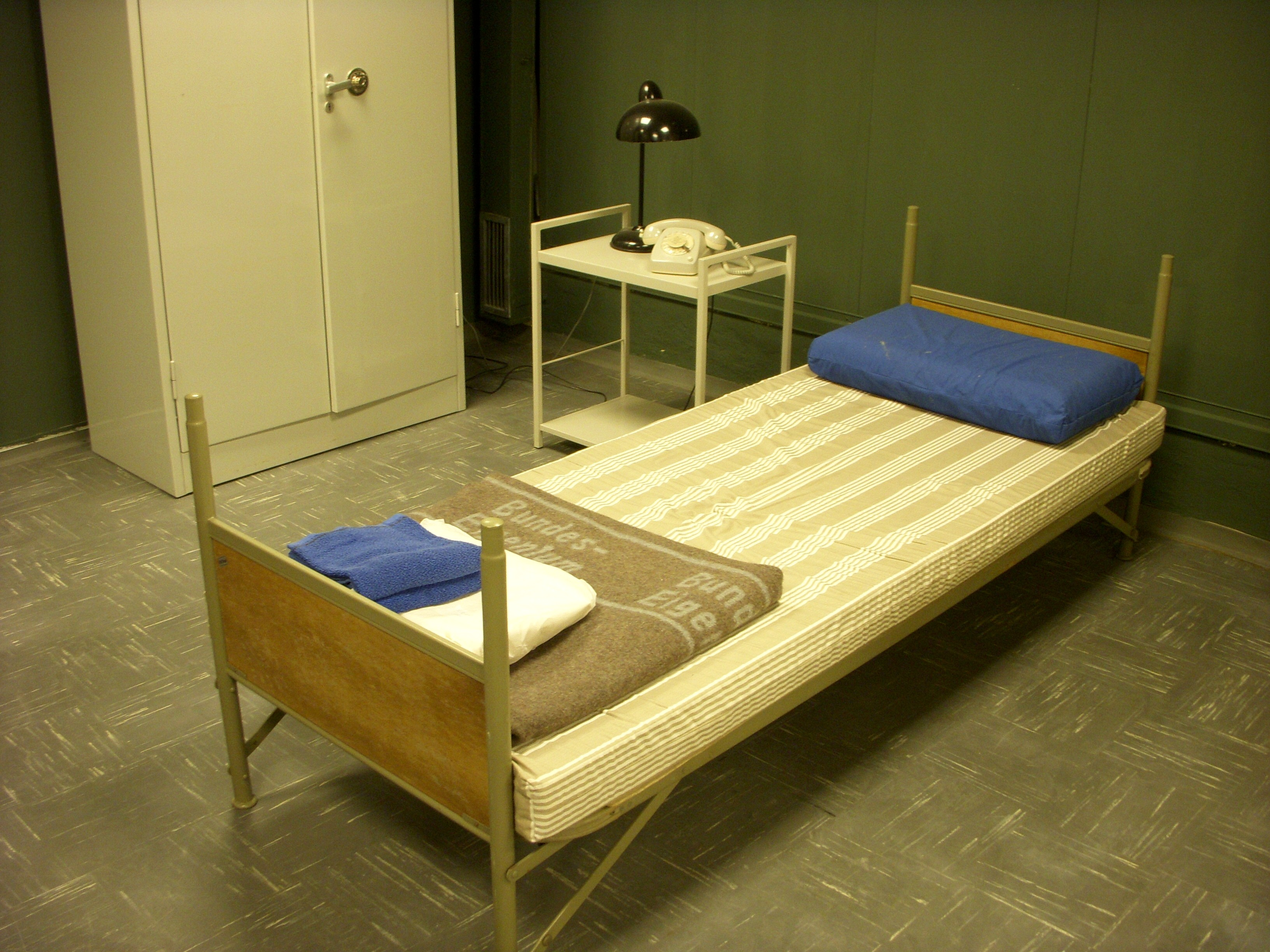
Schlafzimmereinrichtung des Bundeskanzlers. Das Schlafzimmer selbst befand sich in einem mittlerweile nicht mehr zugänglichen Teil des Bunkers.

Im Verteidigungsfall sollte der Bunker den Bundespräsidenten, den Bundeskanzler, den Gemeinsamen Ausschuss, den Präsidenten des Bundesverfassungsgerichts, verschiedene Minister und dazu ziviles und militärisches Personal aufnehmen. In einem großen Besprechungsraum mit Kartenwänden unmittelbar neben den Räumen des Bundeskanzleramtes hätten die Lagebesprechungen stattgefunden.
Der 1973 fertiggestellte Autobahn-Behelfsflugplatz bei Grafschaft-Gelsdorf an der A 61 (Länge: 1.900 m) (Pos. 50° 35′ N, 7° 3′ O) sollte im Ernstfall als Flughafen der „Dienststelle Marienthal“ fungieren. Die Sendeantennen des Bunkers befanden sich aus Verschleierungsgründen im etwa 30 km westlich gelegenen nordrhein-westfälischen Bad Münstereifel-Kirspenich.
Im Regierungsbunker wurden im Rahmen der NATO-Übung WINTEX alle zwei Jahre Übungen abgehalten, bei denen das Personal auch bis zu 30 Tage im hermetischen Betrieb arbeitete. Man simulierte beispielsweise den Vorgang der Gesetzgebung mit einem Notparlament von 22 Mitgliedern, und auch ein übungsweise vorhandener Bundeskanzler (Bundeskanzler-Üb) sowie ein Bundespräsident fehlten nicht. Erstmals genutzt wurde der Bunker im Oktober 1966 bei der NATO-Stabsrahmenübung FALLEX 66, und zum letzten Mal bei der Übung WINTEX/CIMEX im März 1989. Im November desselben Jahres fiel die Berliner Mauer.
Zur Wartung, Instandhaltung und für den Betrieb waren ungefähr 180 Personen im Dreischichtenbetrieb ständig im Einsatz. Aus Geheimhaltungsgründen wurden die Beschäftigten mit Beamten- und Angestelltenstatus nur in der Region angeworben und auf strenge Geheimhaltung verpflichtet.
Wie 2008 bekannt wurde, hätte die Bunkeranlage gerade einmal einer 20-Kilotonnen-Bombe, vergleichbar mit der Sprengkraft einer „Hiroshima-Bombe“, standgehalten. Obwohl bereits im Jahr 1962 geheime Gutachten mit 250-fach stärkeren Waffen rechneten und klar war, dass die Anlage im Ernstfall bei einem Atomschlag kollabieren würde, wurde das Bauprojekt aus politischen Gründen weitergeführt.
Koordinaten der Eingangsbauwerke
- Ehemaliger Regierungsbunker Eingang Ahrweiler (Ost/Ost)
- Ehemaliger  Regierungsbunker Eingang Marienthal (Ost/West bzw. West/Ost)
- Ehemaliger Regierungsbunker Eingang Dernau (West/West)

## Rückbau der Anlage (2001–2006)

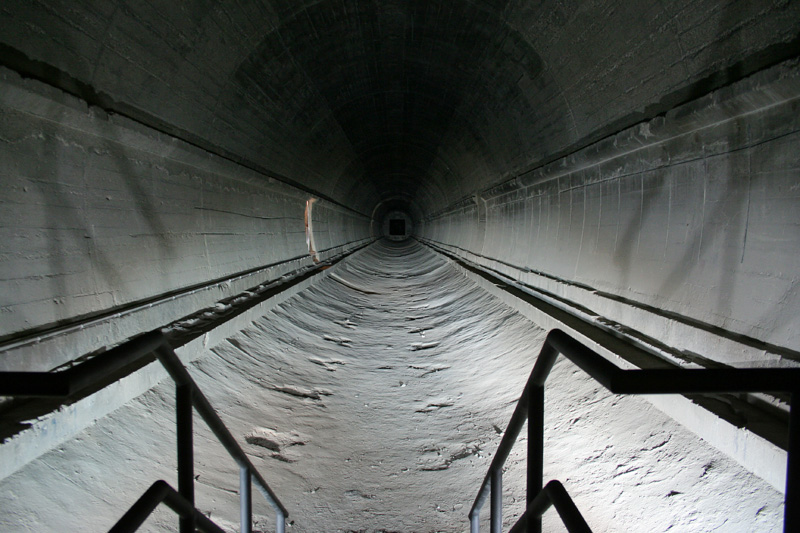
Eine der entkernten Tunnelröhren, zu sehen in der heutigen Dokumentationsstätte

1997 beschloss die damalige Bundesregierung, den Regierungsbunker aufzugeben, da man keinerlei ziviles Nutzungskonzept für die Anlage finden konnte. Die nur ansatzweise begonnene und umgesetzte Brandschutzsanierung war ein entscheidendes Hemmnis für Investoren. Die laufenden Betriebskosten von 20 Millionen DM pro Jahr hätten sich allerdings bei einer zivilen Nutzung, die keine Vorkehrungen für einen atomaren Schlag gebraucht hätte, reduzieren lassen. Ein Nutzer hätte nur eines der fünf Bauteile autark nutzen müssen.
Der Regierungsbunker wurde in den folgenden Jahren mit einem finanziellen Aufwand von 16 Millionen Euro leer geräumt und versiegelt. Der Rückbau mit dem kompletten Ausräumen des Innenausbaus war aus Gründen des Umweltschutzes notwendig. Er begann im Jahre 2001. Da bei Aufgabe der Anlage die Pumpen ausgeschaltet wurden, war mit Wassereinbrüchen in die Tunnel zu rechnen. Dadurch hätten umweltschädliche Baustoffe in das Grundwasser gelangen können.
Als nach den Terroranschlägen vom 11. September 2001 darüber nachgedacht wurde, ob die Aufrechterhaltung des Bunkers nicht doch sinnvoll sei, geriet der Abriss für kurze Zeit ins Stocken.
2006 waren die Abrissarbeiten beendet. Übrig geblieben ist die nackte, mit Beton ausgekleidete Tunnelröhre. Die Eingangsbauwerke oberhalb des Weingutes Kloster Marienthal bestehen noch; ihre Tore sind aber verschweißt.

## Dokumentationsstätte Regierungsbunker (ab 2008)

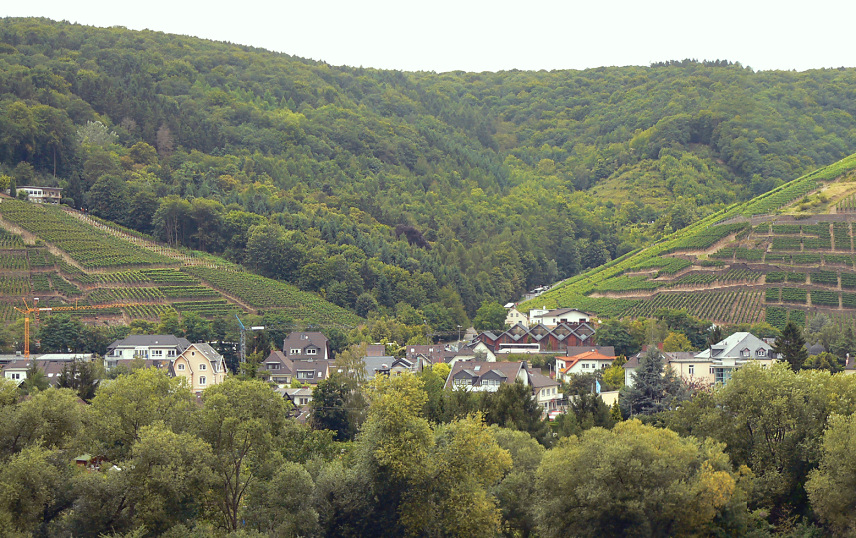
Früherer Zugang Ost/Ost zum Bauteil 1 links im bewaldeten Hang in einem Nebental der Ahr bei Ahrweiler, heute Dokumentationsstätte

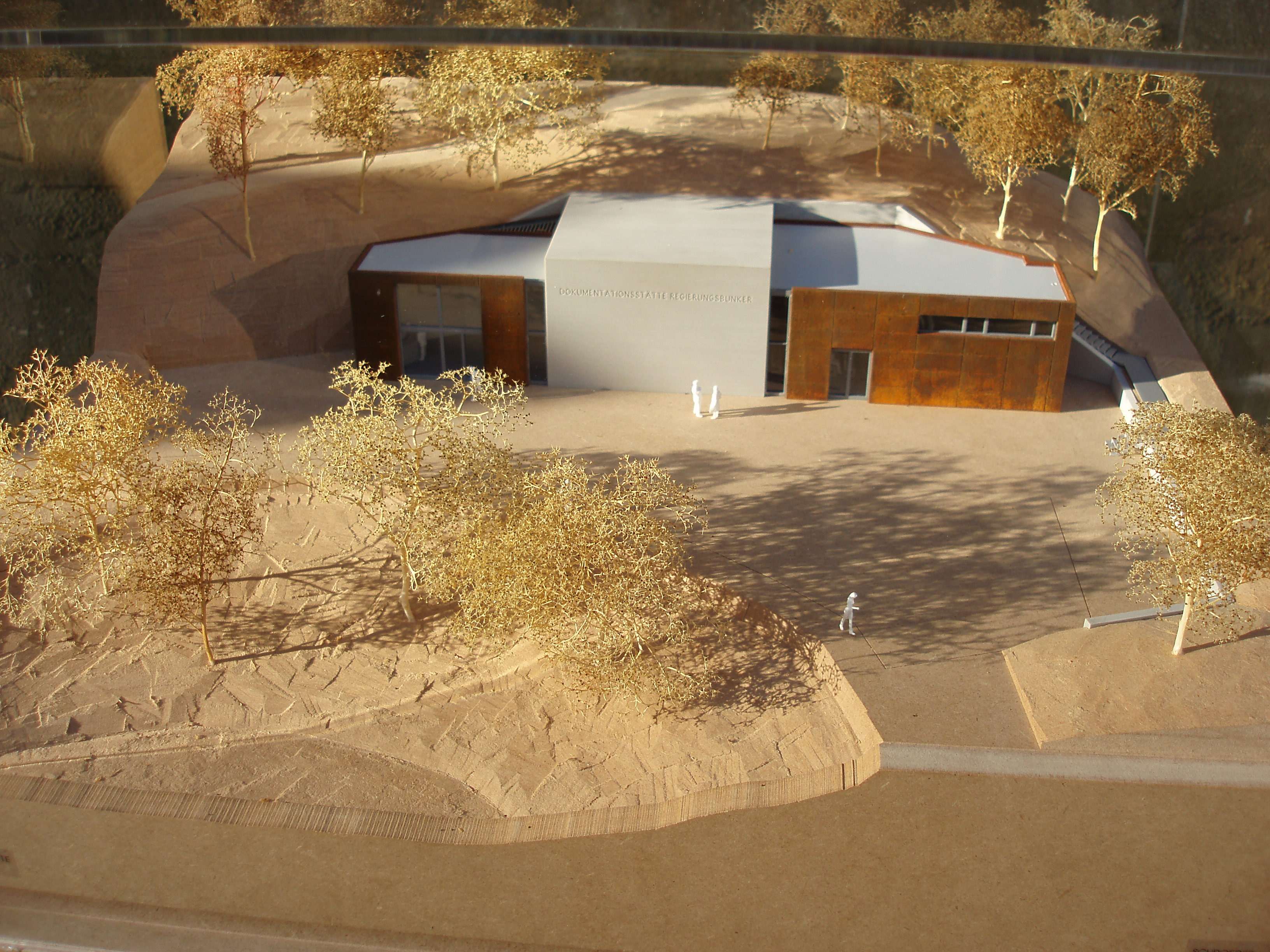
Modell vom Eingangsbereich der Dokumentationsstätte

Von der gesamten Bunkeranlage und ihren Einrichtungen ist im Kuxberg unweit von Ahrweiler ein Bunkerstück auf einer Länge von 203 m erhalten geblieben. Mit Hilfe des Landkreises Ahrweiler wurde der Bunkerabschnitt als Symbol des Kalten Krieges und Zeitzeugnis zu einem Museum ausgebaut, das die Bezeichnung Dokumentationsstätte Regierungsbunker trägt. Nach dem Ersten Spatenstich am 22. November 2006 wurde die Museumseinrichtung am 29. Februar 2008 eröffnet. Eigentümer ist weiterhin der Bund, der in das Museum 2,5 Millionen Euro investiert hat. Grund für die Beteiligung des Bundes ist auch, dass die für den Rückbau ursprünglich veranschlagten Kosten von 30 Millionen Euro mit 16 Millionen Euro deutlich unterschritten wurden. Das Museum wird vom Heimatverein Alt-Ahrweiler e. V. geführt.
Die Dokumentationsstätte Regierungsbunker umfasst den um Kassenraum und Filmraum sowie Funktionsbereiche erweiterten Eingang des Bauteils 1 (Ost/Ost) und die folgenden 203 m dieses Bauteils. Die Besucher erleben dort die beiden MAN-Tore nebst Umgehungsschleusen und Dekontaminationsräumen, dann drei weitere Stahlverschlüsse und eine Reihe von Räumen in der Arbeitsebene sowie die Wohn- und Schlafräume im oberen Geschoss. Außerdem ist das zu einem Teil authentisch möblierte Sanitätsbauwerk 29 zu sehen. Versatzstücke aus der Bunkerausstattung, Fotos und die Führungen machen Funktion und Leben im Bunker in einem weitgehend erhaltenen kleinen Teil des Bunkers erlebbar. Nach 203 m blickt man am Ende des Museumsbereichs in die weiter in den Berg führende, völlig entkernte Bunkerröhre. Die in der Dokumentationsstätte präsentierten Dokumente über den Bunker stammen zu wesentlichen Teilen aus den Beständen des Ministeriums für Staatssicherheit der DDR, da die bundesdeutschen Unterlagen noch fast vollständig der Geheimhaltung unterliegen.
Die Dokumentationsstätte Regierungsbunker gehört, als einer von 15 außergewöhnlichen Orten, zu den Meisterwerken zwischen Rhein und Mosel.

## Geheimhaltung des Regierungsbunkers
Der Regierungsbunker im Ahrtal galt als das geheimste Bauwerk in der Geschichte der Bundesrepublik Deutschland. Die Hauptverwaltung A des Ministeriums für Staatssicherheit war allerdings durch den im Bunker als Handwerker beschäftigten Spion Lorenz Betzing über dessen Existenz und interne Abläufe informiert.
Auch in der Umgebung war er zeit seines Bestehens mit der Aura des Geheimnisvollen umgeben, obwohl schon durch die umfangreichen Bauarbeiten keine absolute Geheimhaltung möglich war. Gerüchte machten im Ahrtal die Runde, so war von einem unterirdischen Luxuskaufhaus oder gar von einem unterirdischen Bordell die Rede. Auch wurde immer wieder von einer unterirdischen Verbindung zwischen Bonn und dem Regierungsbunker berichtet, in der sogar eine U-Bahn verkehrt habe. Das Gerücht lautete: „Die Tunnel gehen bis zum Hardtberg.“ Gemeint war aber nicht der Bonner Stadtbezirk mit dem Sitz des Verteidigungsministeriums auf der Hardthöhe, sondern die Weinbaulage Hardtberg in Dernau. Dort befindet sich mit Bauteil 223 in der Tat der westliche Zugang zum Regierungsbunker.

## Bilder aus der Dokumentationsstätte Regierungsbunker

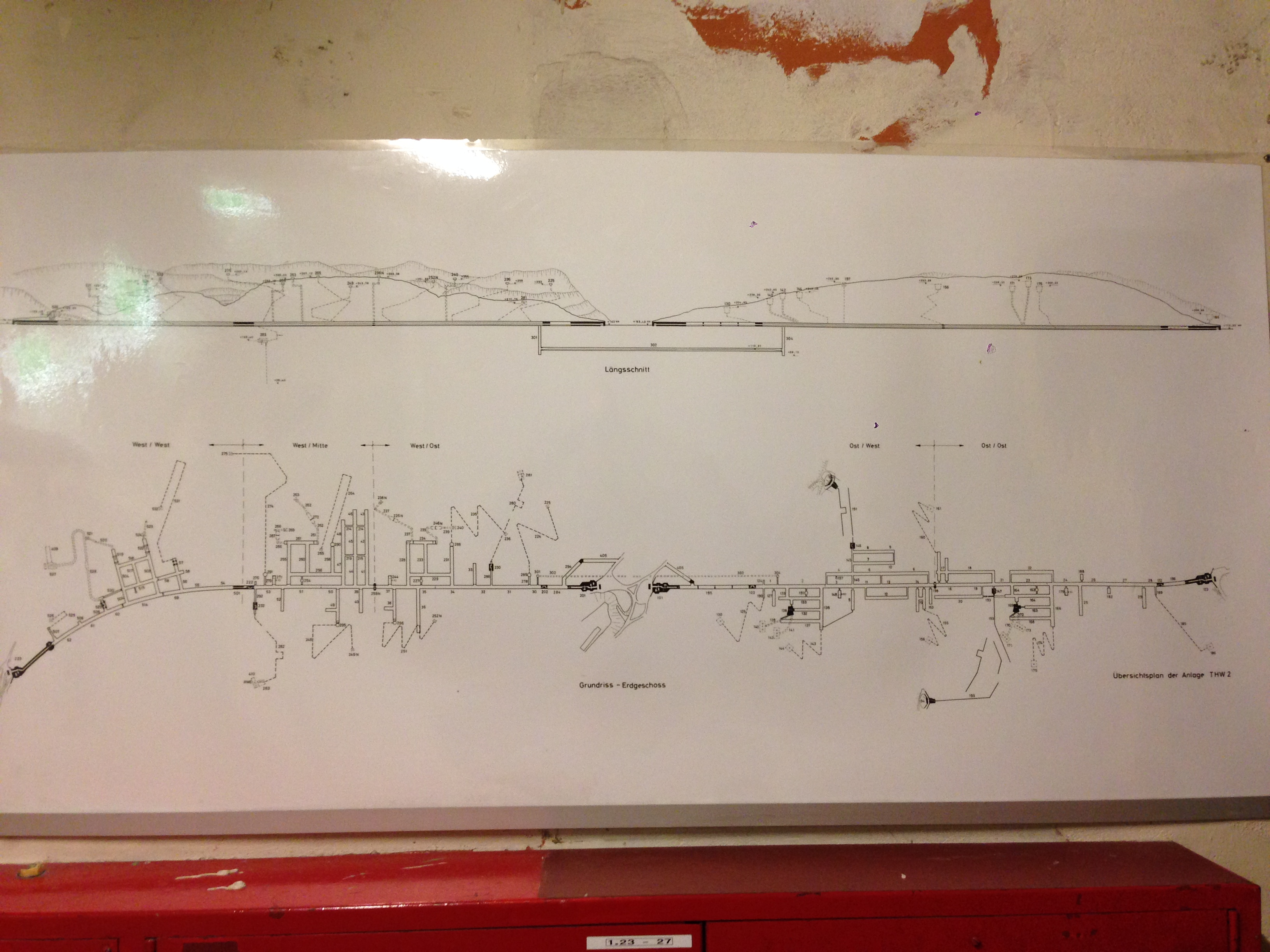
Längs- und Querschnitt des Regierungsbunkers
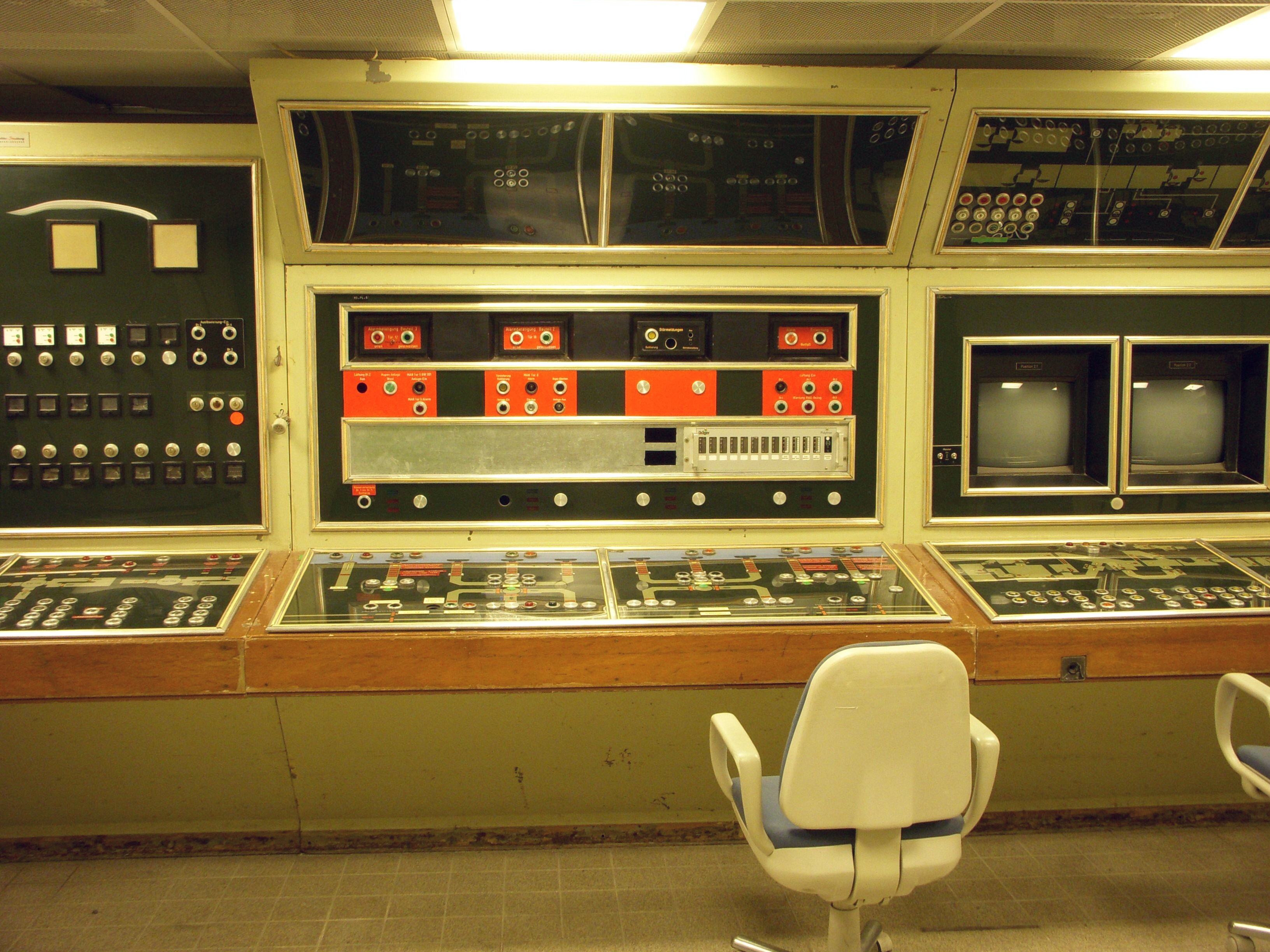
Türsteuerungszentrale
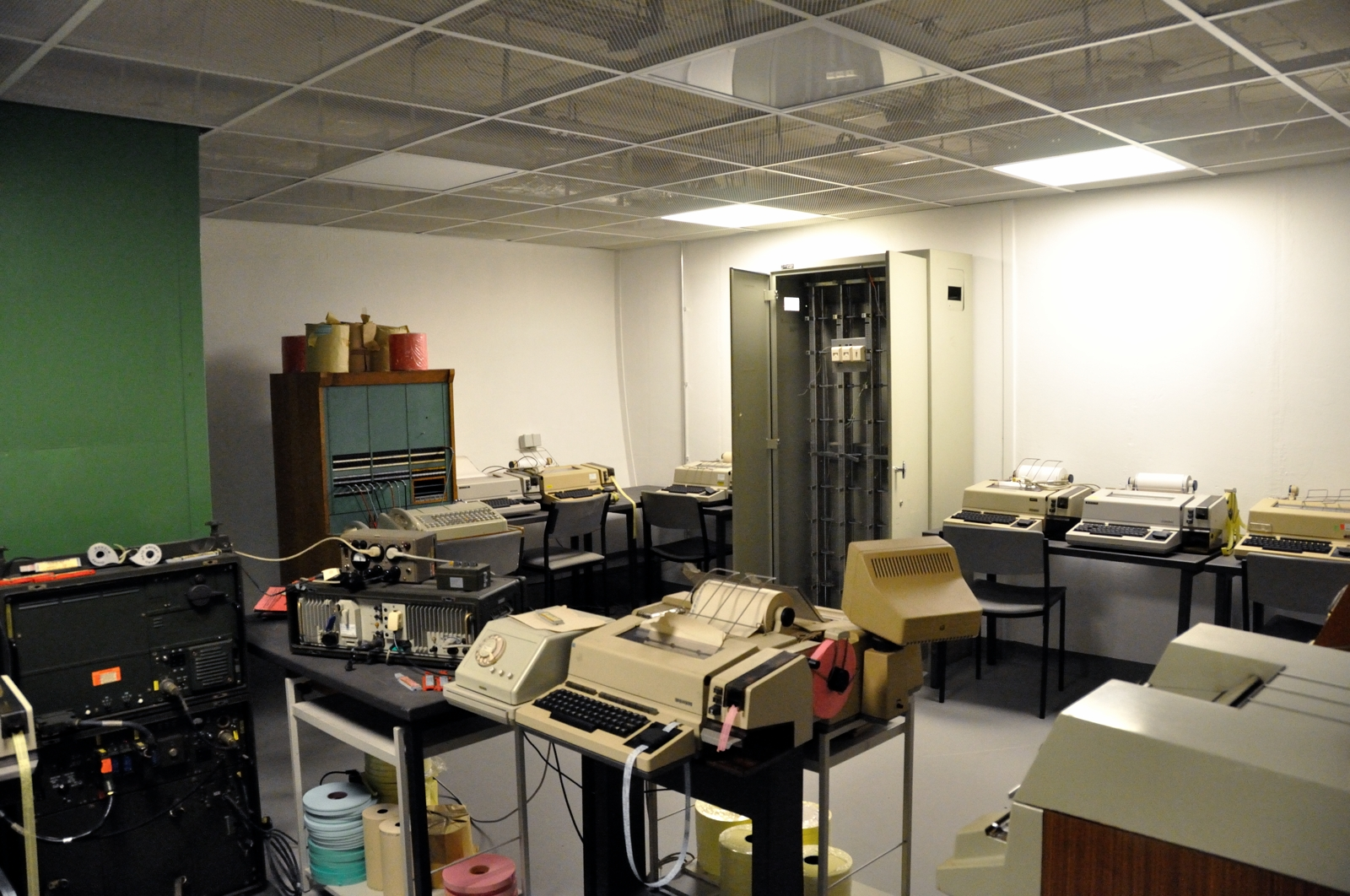
Kommunikationszentrale
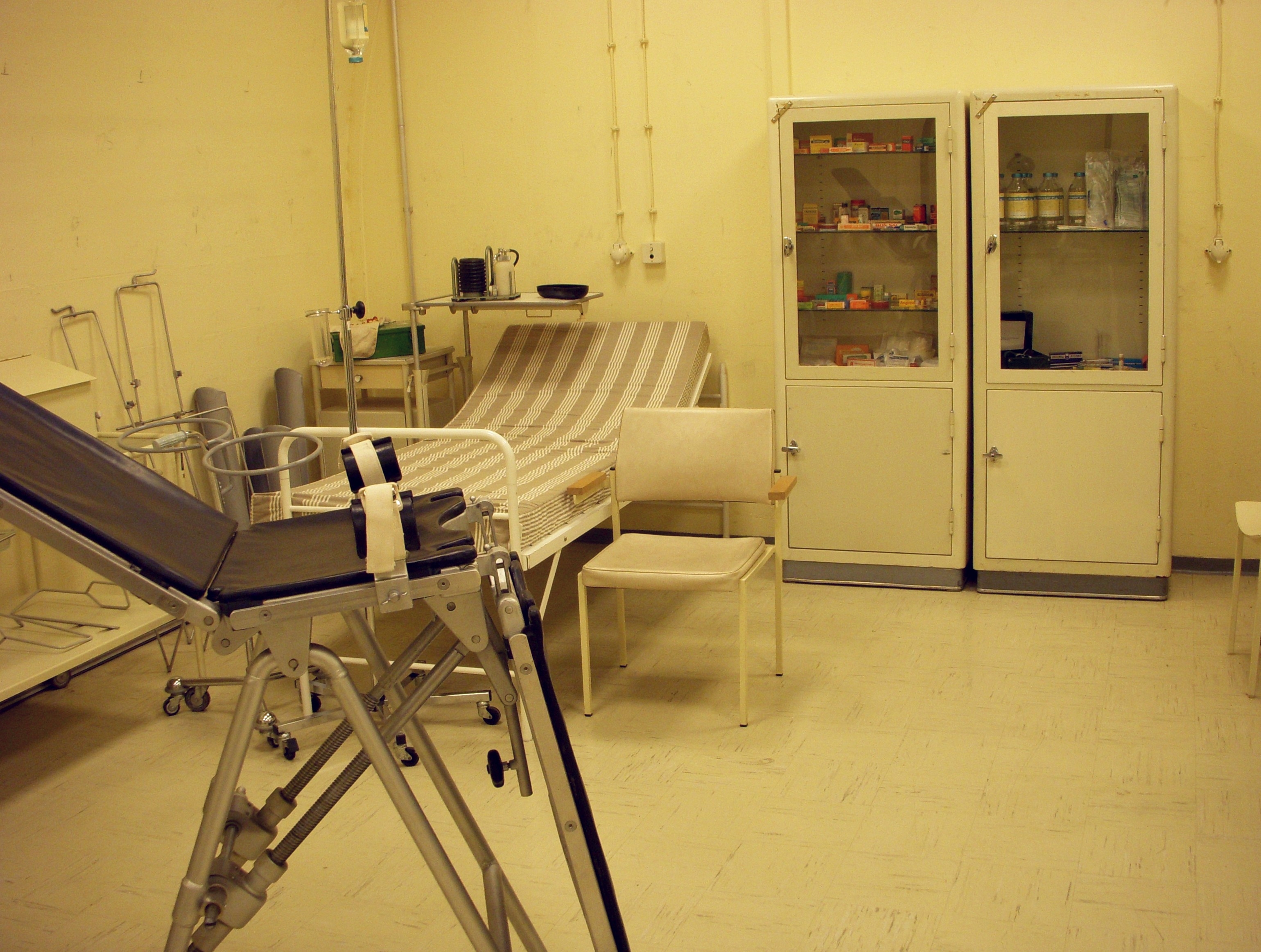
Krankenraum
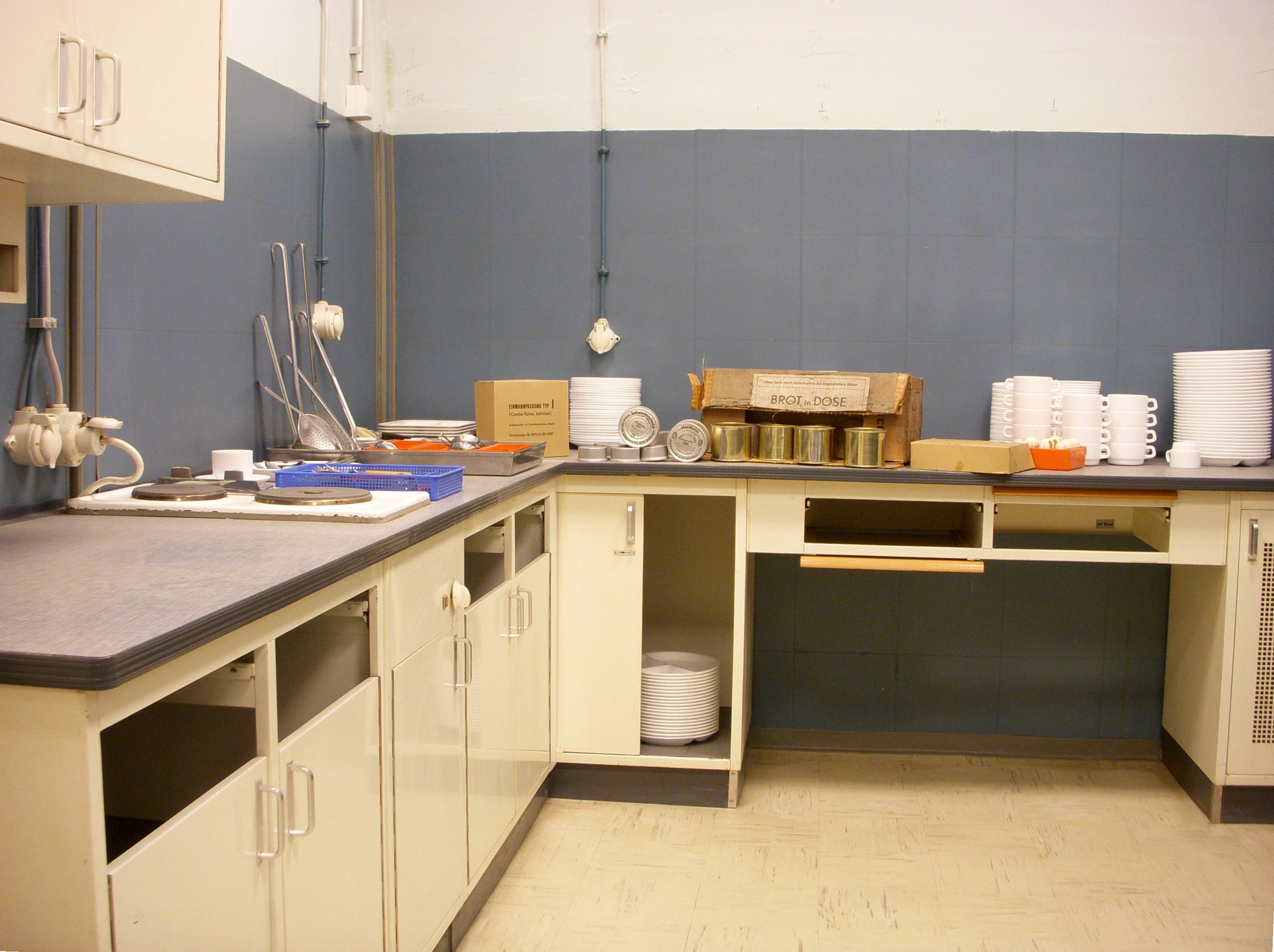
Küche
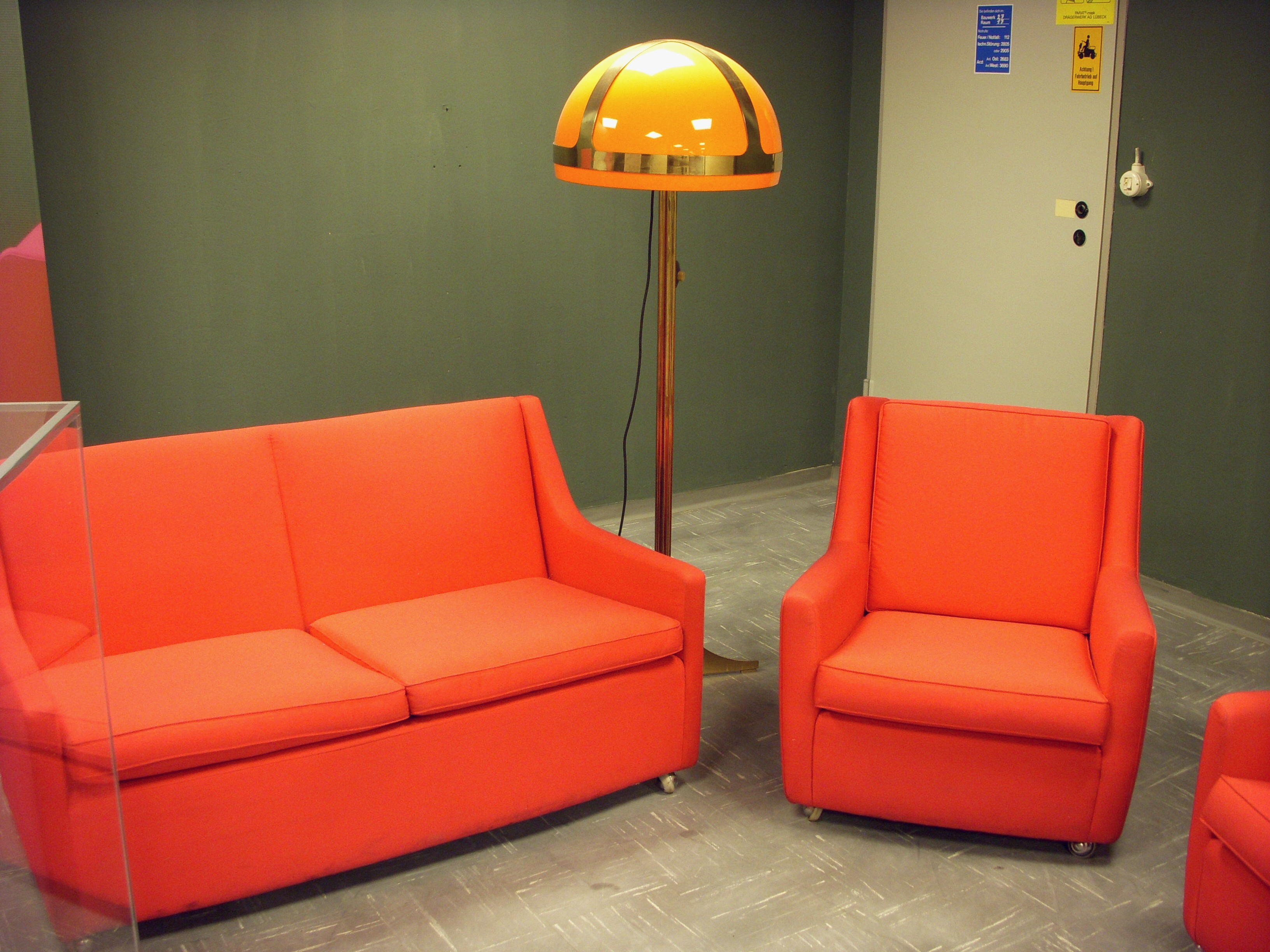
Präsidialamt
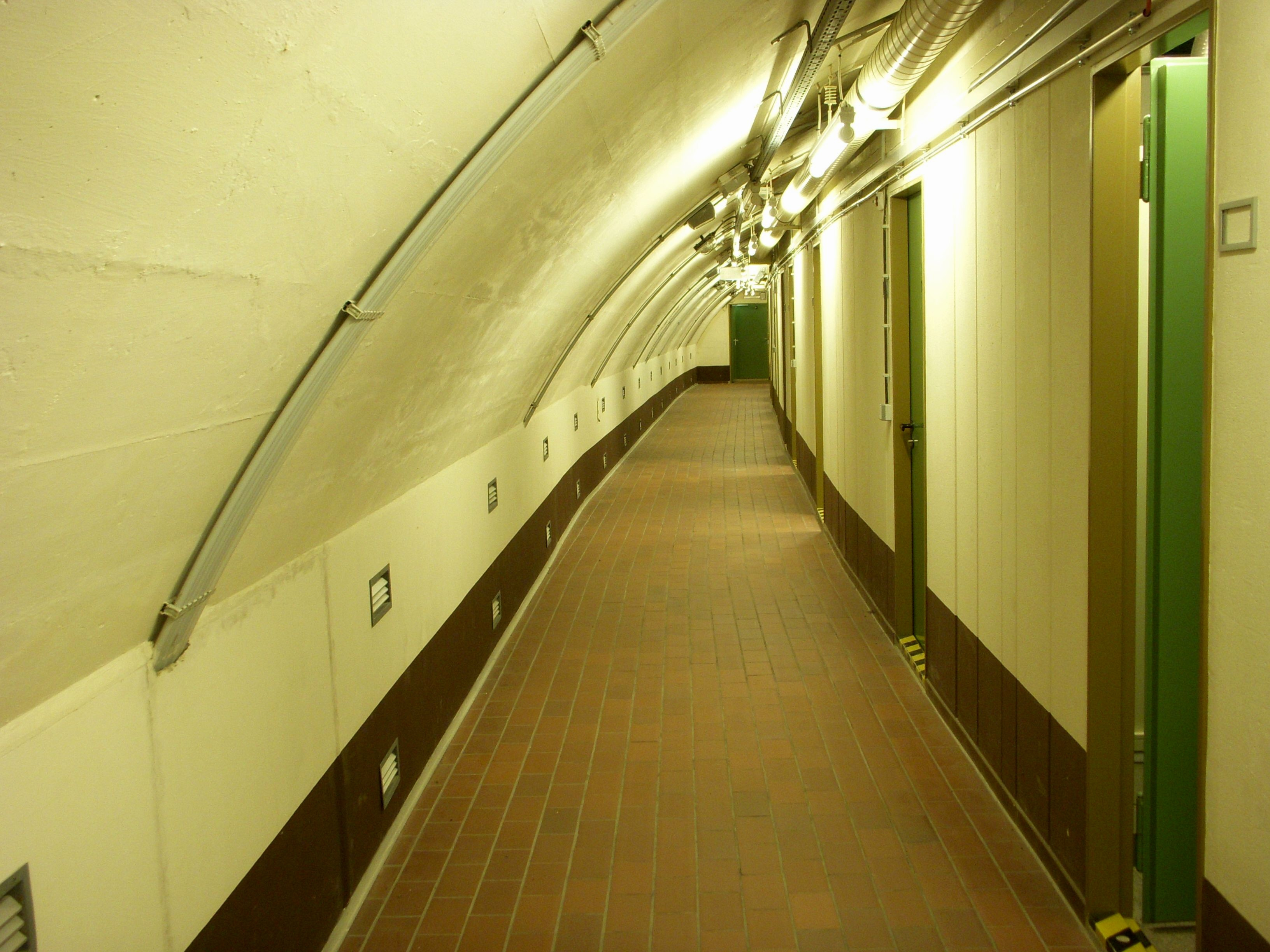
Oberer Gang
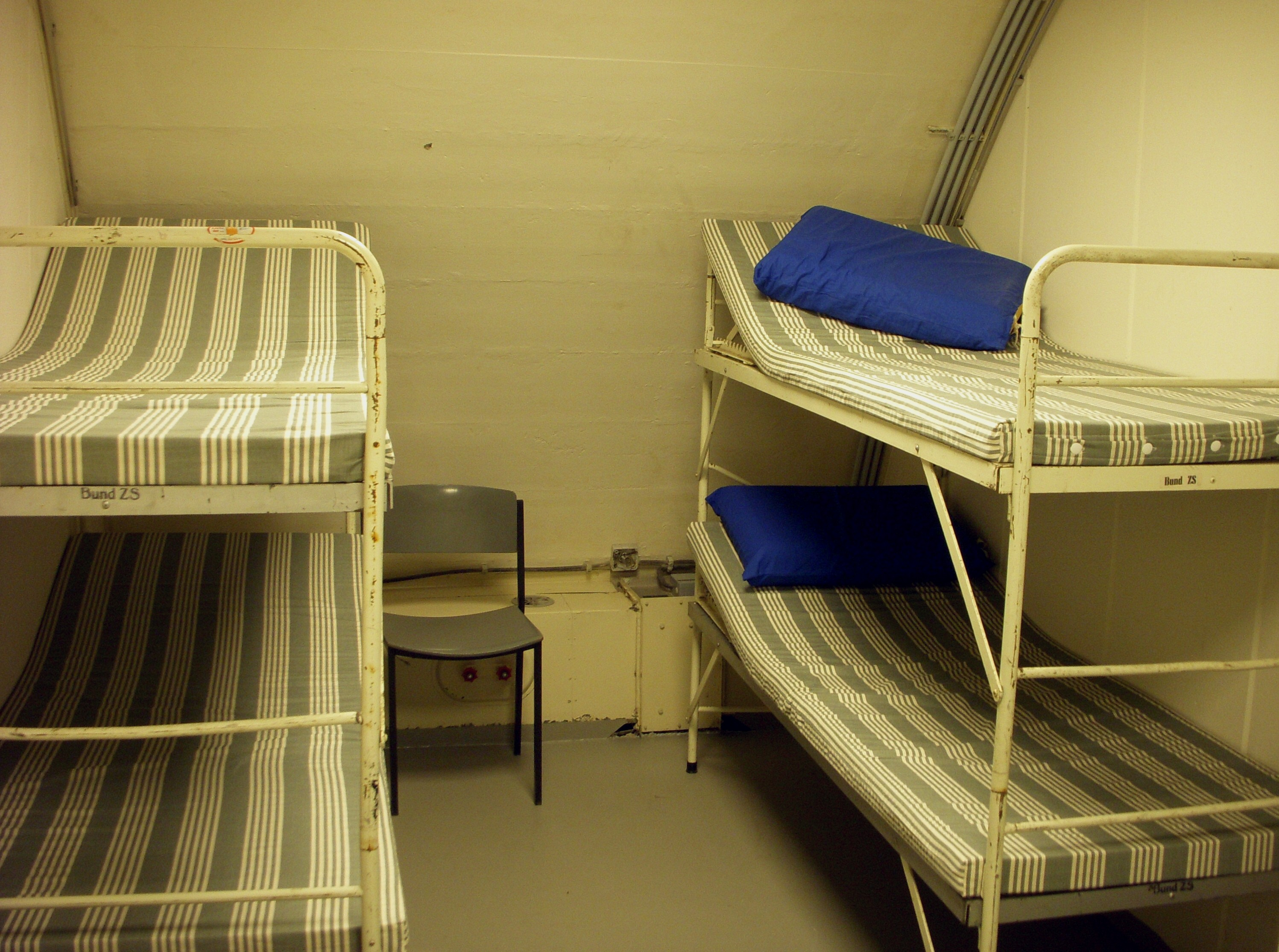
Mannschaftsraum
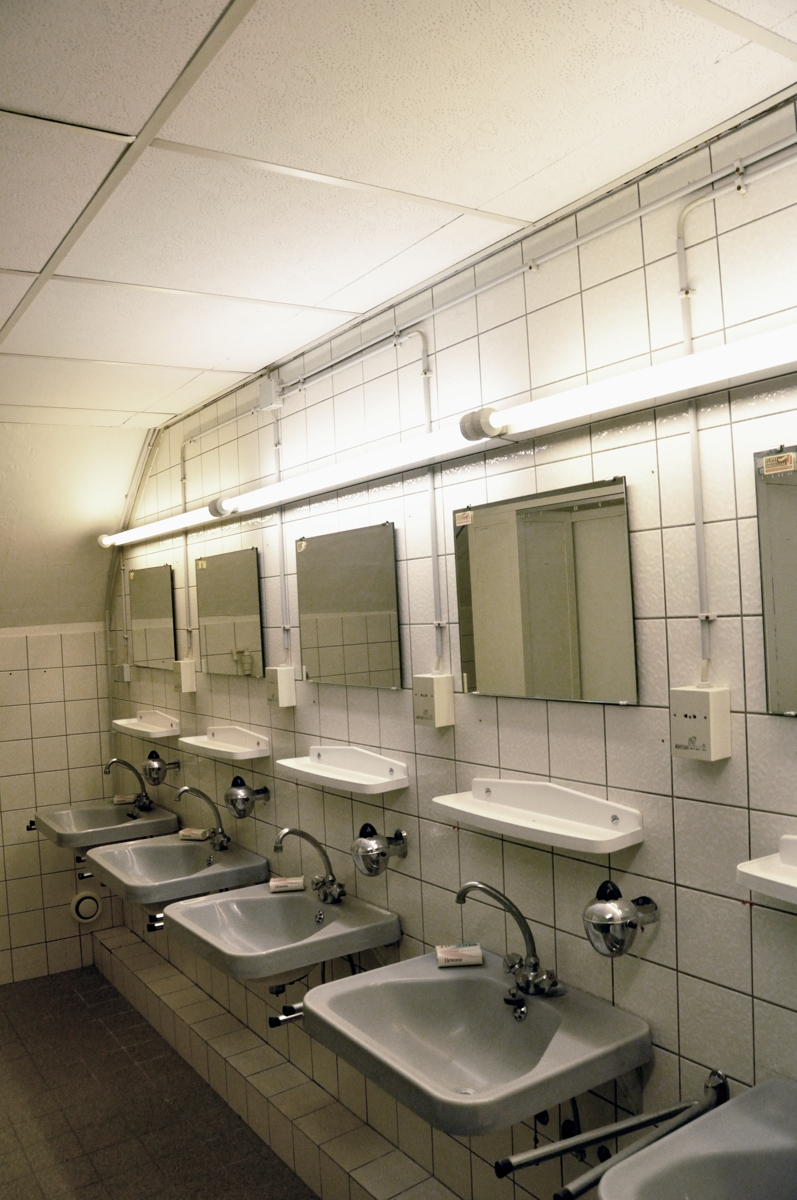
Waschraum zu den Mannschaftsräumen
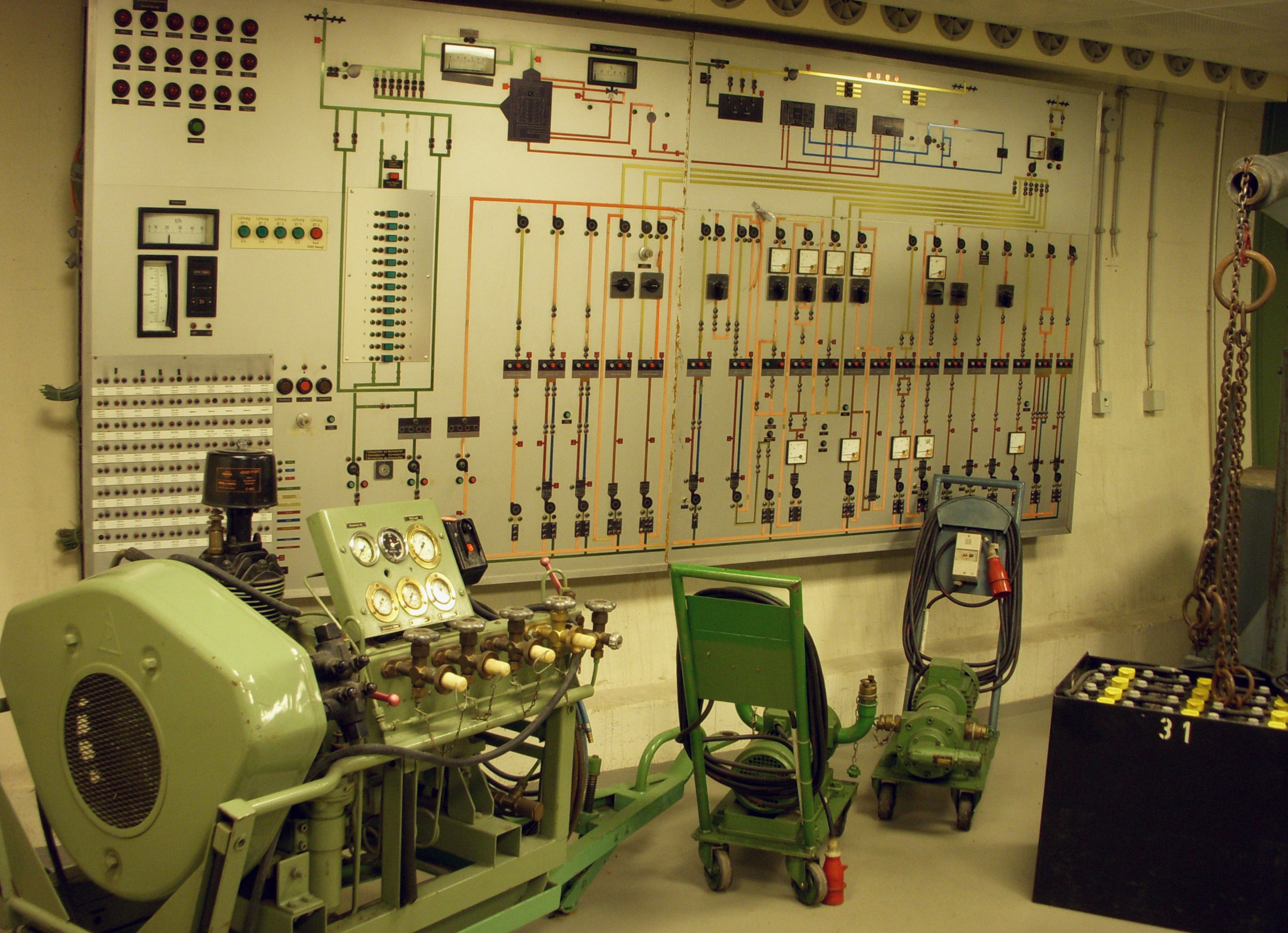
Elektrozentrale
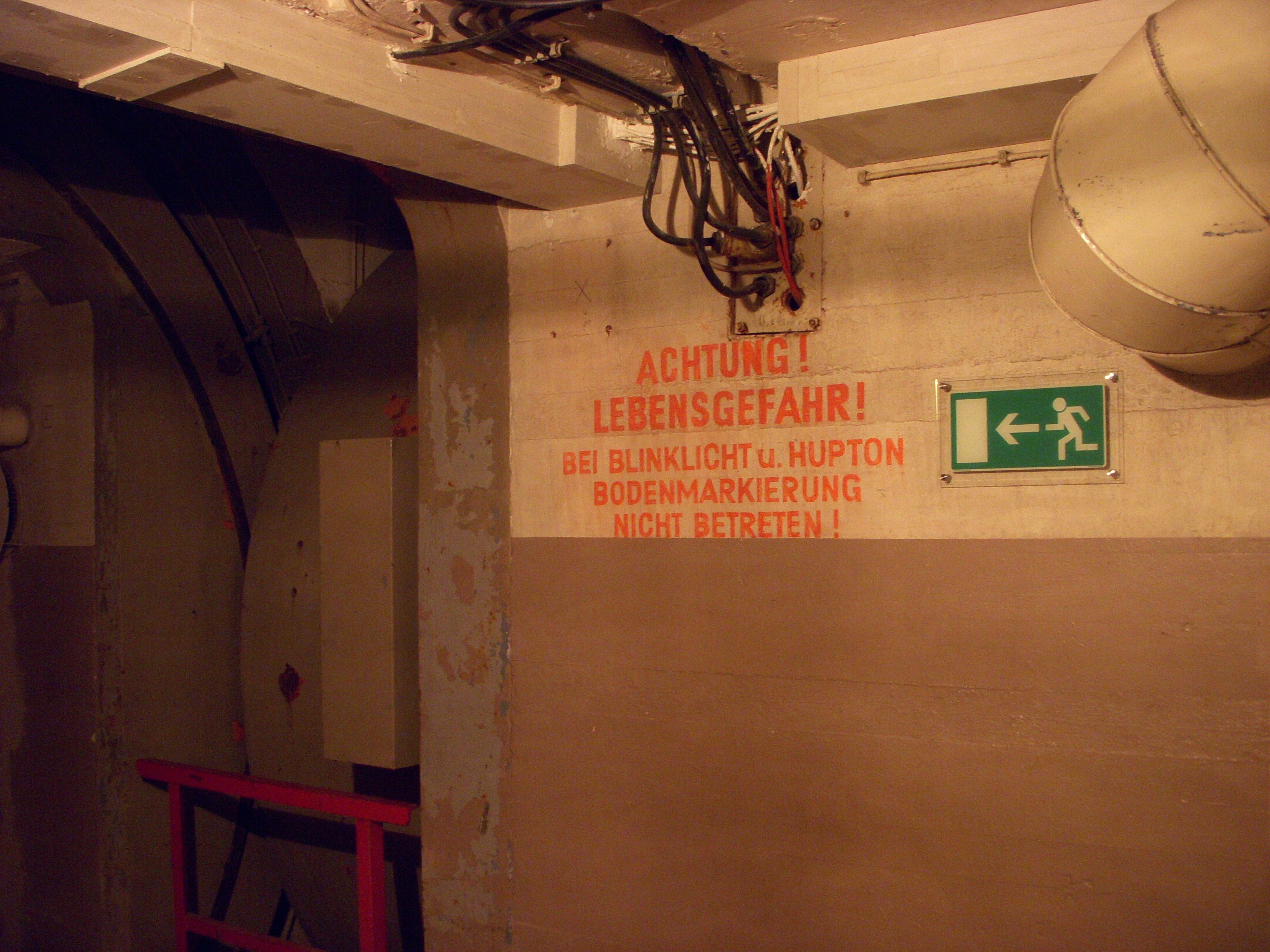
Warnhinweis bei einem 25-Tonnen-Tor
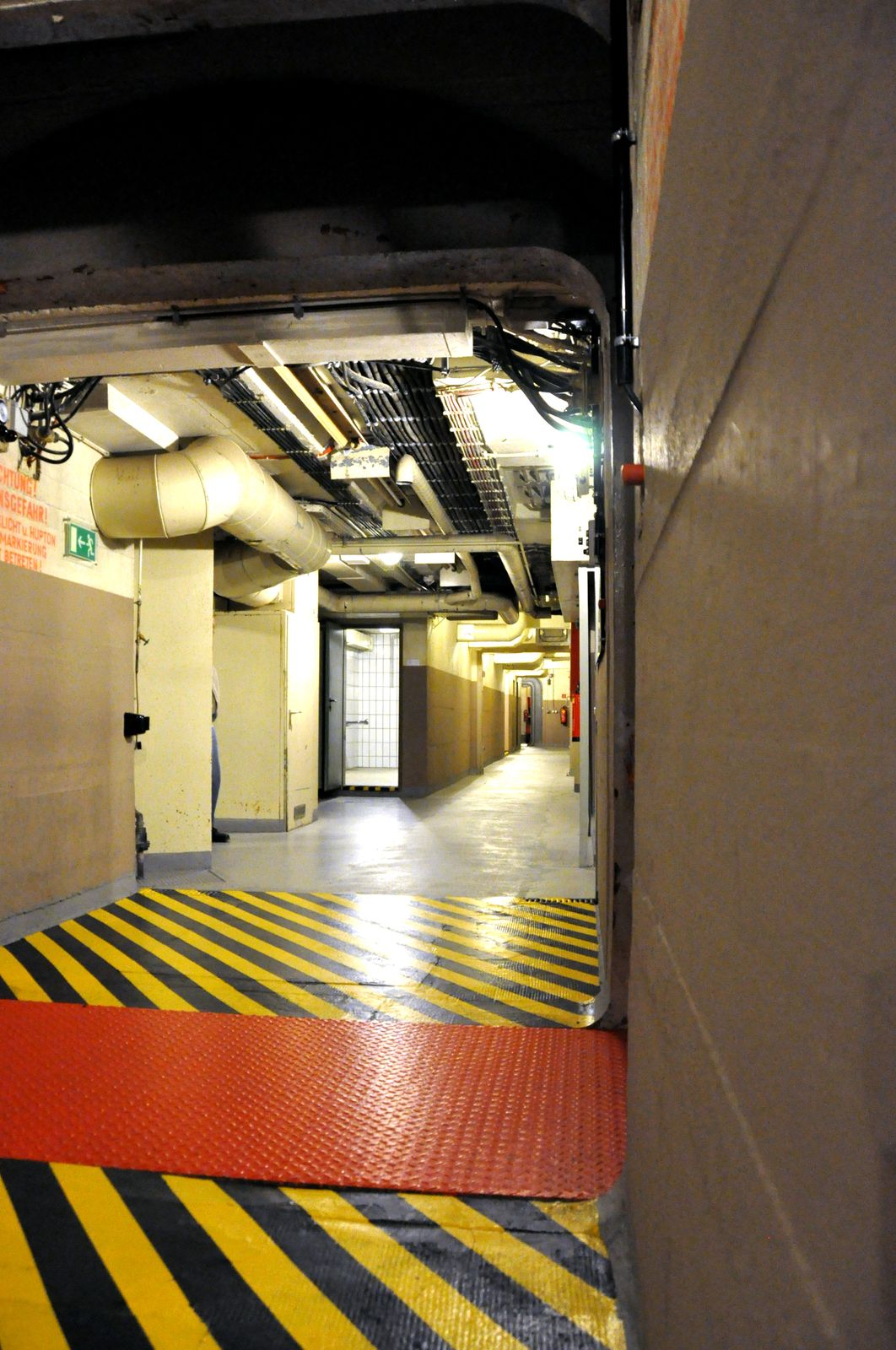
Schleuse im Regierungsbunker
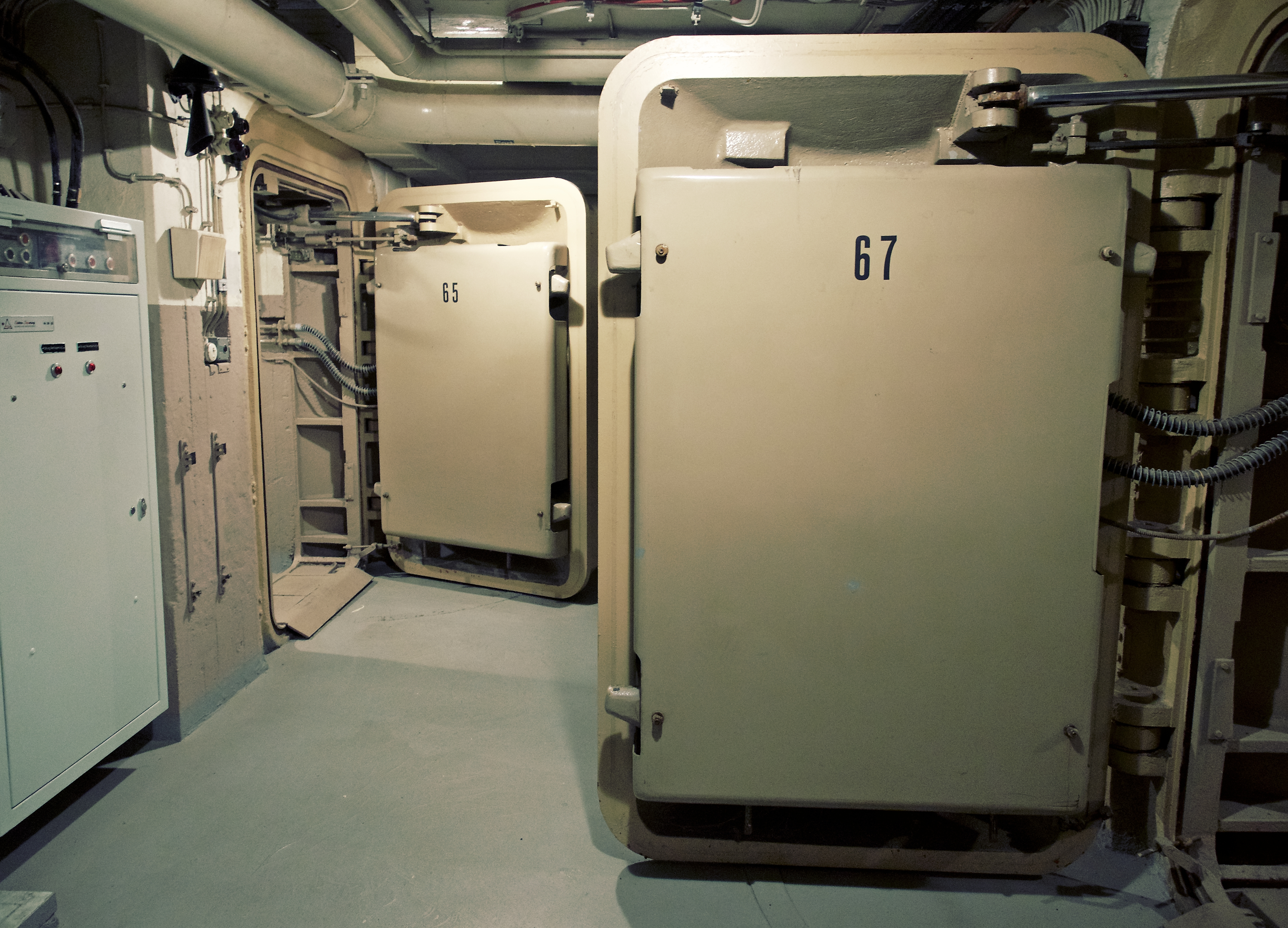
Umgehung der Hauptschleuse
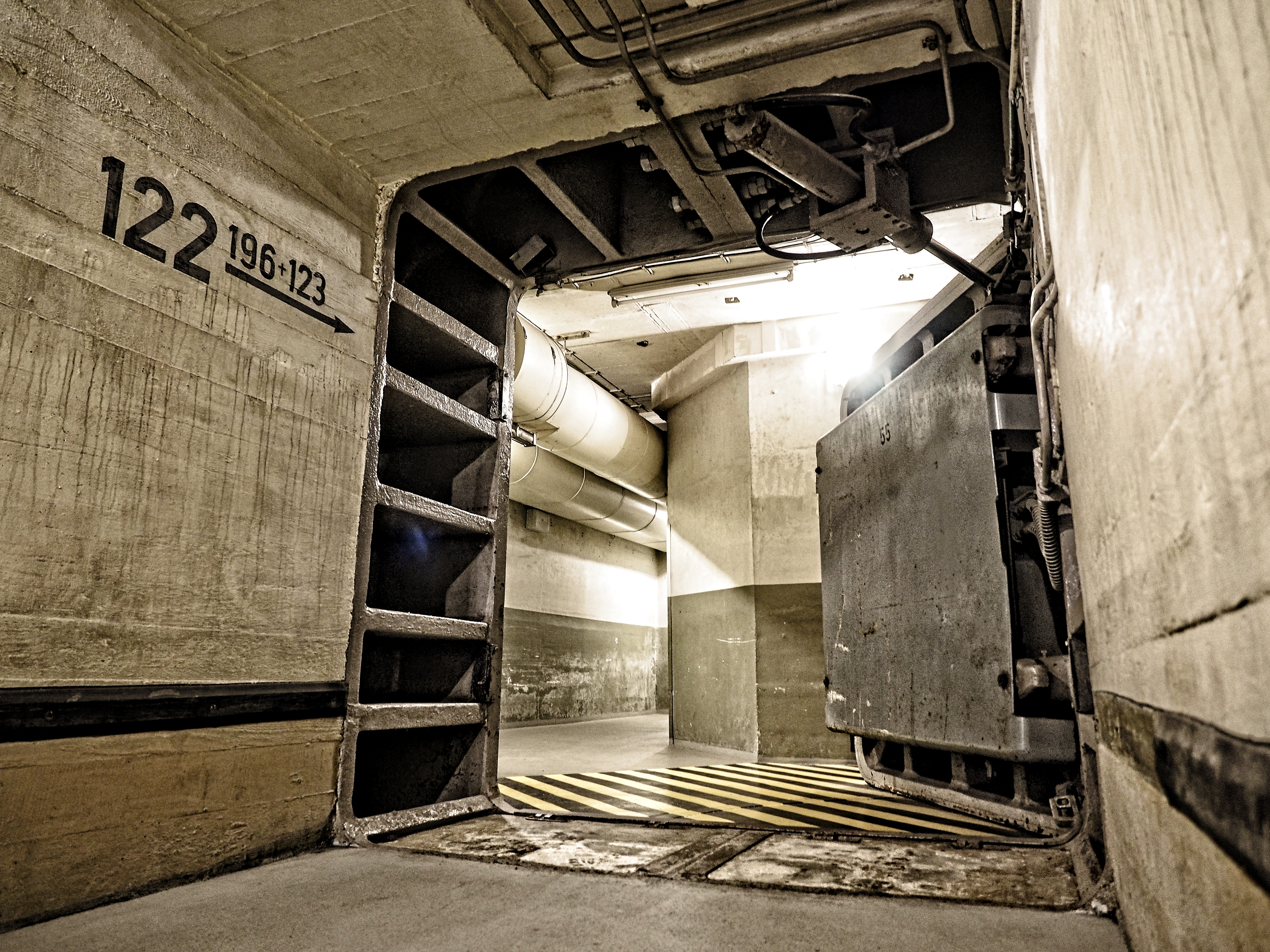
Tür des Innenbereichs des Regierungsbunkers

## Filmprojekte
Neben einer Reihe von Dokumentationen entstand in der Dienststelle Marienthal im August 2001 der Spielfilm Marienthal: State of Emergency, der nicht nur fast ausschließlich an Originalschauplätzen im Bunker gedreht wurde, sondern diesen auch thematisierte. Der Götz-George-Film Die Spur meiner Tochter (1999 gedreht, im Fernsehen gesendet 2000; Arbeitstitel: Element des Todes) wurde zum Teil im Bunker gedreht, der aber im Film nicht als solcher erwähnt wird.
2009 wurden die Tunnelaufnahmen des RTL-Films Vulkan in einer eigens dafür umgebauten Tunnelröhre innerhalb des Bunkers gedreht.

## Regierungsbunker in der DDR
Ähnliche Aufgaben erfüllten in der DDR der Bunker Komplex 5000 sowie der Bunker Harnekop.

## Filmdokumente und -berichte
- -AdvB- Marienthal. Oberfinanzdirektion Koblenz, Bundesvermögensverwaltung, Koblenz 1998. (Länge: 12 Minuten)
- Der Bundesbunker. Aus für das Staatsgeheimnis Nr. 1. Ein Film von Edith Beßling. NDR, Deutschland, 2001. (Länge: 30 Minuten)
- Codename „Rosengarten“. Eine Reportage von Jörg Laaks. WDR, Deutschland, 2002. (Länge: 30 Minuten)
- Filmische Dokumentation über den Ausweichsitz der Verfassungsorgane der Bundesrepublik Deutschland. Im Sommer 2001 begann die Handwerkskammer Koblenz mit ihrer TV-Sendung HwK-TV, die in Zusammenarbeit mit den regionalen Fernsehsendern WW-TV und Kanal 10 alle vierzehn Tage neu produziert wurde, über den ehemaligen Regierungsbunker Marienthal zu berichten. Nach Dreharbeiten in den Folgejahren und um zahlreiche Informationen von Zeitzeugen bereichert war im Herbst 2004 eine 50-minütige filmische Dokumentation über den Ausweichsitz der Verfassungsorgane der Bundesrepublik Deutschland in Krise und Krieg entstanden.
- Florian Huber: Regierungsbunker. Fernsehfilm der Reihe Geheimnisvolle Orte des WDR-Fernsehens, Erstsendung am 24. April 2015, Mediathek.